# Grigioni italiano
Il Grigioni italiano (in lombardo alpino Grisgiun itaglian; in tedesco Italienischbünden; in romancio Grischun talian), è l'insieme delle regioni del Cantone dei Grigioni (Svizzera) in cui è prevalente e ufficiale l'uso della lingua italiana, in diglossia con varietà alpine della lingua lombarda.

## Caratteristiche
Situato nella parte più meridionale del cantone, comprende le Regioni Moesa (a ovest) e Bernina (a est), il Comune di Bregaglia nella Regione Maloja e, fino al 2005, il Comune di Bivio nella Regione Albula. Ha una popolazione di circa 15.000 abitanti, di cui oltre l'85% parla italiano, spesso assieme ai locali dialetti lombardi alpini (mesolcino, calanchese, bregagliotto, poschiavino), influenzati variabilmente dal romancio.
Le tre regioni che costituiscono il Grigioni italiano sono separate dal resto dei Grigioni dalle Alpi Lepontine e dalle Alpi Retiche che raggiungono la massima elevazione con il Piz Palü (3905 m) nel massiccio del Bernina; i monti isolano le valli dal resto del Cantone ma anche tra loro. A causa del loro isolamento e della mancanza di opportunità economiche l'emigrazione è sempre stata un problema serio, e ancora oggi oltre la metà della popolazione grigionitaliana vive e lavora al di fuori della propria regione natale.

### Lingue
Tra gli anni 1980 e 1990, vari osservatori evidenziarono un leggero processo di germanizzazione, evidente soprattutto in Val Poschiavo e in Bregaglia, dovuto in particolare alla dipendenza economica e sociale di queste regioni dalle limitrofe zone tedesche del cantone; i germanofoni arrivarono a rappresentare quasi un decimo della popolazione del Grigioni italiano nel 1990. Il fenomeno di germanizzazione si è poi arrestato nel corso degli anni 2000, anche a causa dell'insediamento di numerosi italofoni. Le locali parlate lombarde stanno leggermente retrocedendo rispetto alla lingua italiana, soprattutto tra le generazioni più giovani. Tuttavia, in particolare a Poschiavo, il vernacolo locale rimane dominante nella vita sociale. In gran parte dei comuni di lingua italiana del Canton Grigioni i dialetti locali sono utilizzati nelle assemblee comunali.
La Pro Grigioni Italiano, un'organizzazione creata nel 1918 per promuovere la lingua e la cultura italiana nel Grigioni, è ufficialmente riconosciuta dal governo cantonale e dal governo federale come rappresentante della minoranza autoctona di lingua italiana nel Cantone.

## Comuni del Grigioni italiano
Questi sono i comuni del Grigioni italiano divisi per valle. Viene indicato anche l'ex comune di Bivio, storicamente di lingua italiana, dal 2005 di lingua tedesca.
 Val Bregaglia 
| Comune    | Superficie | Popolazione | Densità   | Italofoni |
| --------- | ---------- | ----------- | --------- | --------- |
| Bregaglia | 251,45 km² | 1.564 ab.   | 6 ab./km² | 79%       |

 Val Calanca 
| Comune                 | Superficie | Popolazione | Densità    | Italofoni |
| ---------------------- | ---------- | ----------- | ---------- | --------- |
| Buseno                 | 11,15 km²  | 92 ab.      | 8 ab./km²  | 88,2%     |
| Calanca                | 37,72 km²  | 211 ab.     | 5 ab./km²  | 73,7%     |
| Castaneda              | 3,96 km²   | 262 ab.     | 61 ab./km² | 79,6%     |
| Rossa                  | 58,93 km²  | 161 ab.     | 2 ab./km²  | 84,1%     |
| Santa Maria in Calanca | 9,32 km²   | 113 ab.     | 12 ab./km² | 86,5%     |

 Val Sursette 

| Comune | Superficie | Popolazione | Densità   | Italofoni |
| ------ | ---------- | ----------- | --------- | --------- |
| Bivio  | 76,73 km²  | 196 ab.     | 3 ab./km² | 29%       |

 Val Mesolcina 
| Comune      | Superficie | Popolazione | Densità    | Italofoni |
| ----------- | ---------- | ----------- | ---------- | --------- |
| Cama        | 15 km²     | 691 ab.     | 37 ab./km² | 88,2%     |
| Grono       | 14,81 km²  | 1556 ab.    | 67 ab./km² | 85,2%     |
| Lostallo    | 50,86 km²  | 924 ab.     | 14 ab./km² | 81,4%     |
| Mesocco     | 164,76 km² | 1424 ab.    | 8 ab./km²  | 89,1%     |
| Roveredo    | 38,79 km²  | 2995 ab.    | 65 ab./km² | 93%       |
| San Vittore | 22,06 km²  | 912 ab.     | 34 ab./km² | 88,7%     |
| Soazza      | 46,42 km²  | 332 ab.     | 8 ab./km²  | 91,9%     |

 Val Poschiavo 

| Comune    | Superficie | Popolazione | Densità    | Italofoni |
| --------- | ---------- | ----------- | ---------- | --------- |
| Brusio    | 46,29 km²  | 1.116 ab.   | 24 ab./km² | 92,4%     |
| Poschiavo | 191,01 km² | 3.521 ab.   | 18 ab./km² | 90,4%     |

## Comuni del Grigioni con una forte presenza italofona
Di seguito sono indicati i comuni del Cantone dei Grigioni con una minoranza rilevante parlante la lingua italiana.
| Comune              | Superficie | Popolazione | Densità     | Italofoni |
| ------------------- | ---------- | ----------- | ----------- | --------- |
| Bever               | 45,75 km²  | 633 ab.     | 14 ab./km²  | 11,73%    |
| Celerina/Schlarigna | 24,02 km²  | 1488 ab.    | 62 ab./km²  | 19,29%    |
| Hinterrhein         | 48,3 km²   | 63 ab.      | 1 ab./km²   | 14,29%    |
| Madulain            | 16,28 km²  | 227 ab.     | 14 ab./km²  | 17,22%    |
| Pontresina          | 118,19 km² | 2115 ab.    | 18 ab./km²  | 16,1%     |
| Samedan             | 113,8 km²  | 3007 ab.    | 23 ab./km²  | 14,9%     |
| Sankt Moritz        | 28.69 km²  | 5149 ab.    | 179 ab./km² | 21,83%    |
| Sils im Engadin     | 63,57 km²  | 756 ab.     | 12 ab./km²  | 15,45%    |
| Silvaplana          | 47,77 km²  | 1067 ab.    | 24 ab./km²  | 15,88%    |
| Zuoz                | 65,79 km²  | 1214 ab.    | 18 ab./km²  | 9,83%     |